# Карбоксин
Карбоксин — фунгицид из группы оксатиинов (ненасыщенные шестичленные гетероциклы с одним атомом кислорода и серы и двумя двойными связями) и амидов карбоновых кислот, разработанный американской фирмой Uniroyal (сегодня часть Chemtura) в 60-х годах двадцатого века. Он стал первым появившимся на рынке фунгицидом с системным действием.

## Получение
Карбоксин можно получить из дикетена и анилина. Вместе эти вещества образуют ацетоацетанилид, который подвергается хлорированию с помощью сульфурилхлорида. Полученный продукт затем реагирует с меркаптоэтанолом и гидроксидом калия. В результате реакции с гидроксидом натрия при повышенной температуре происходит замыкание оксатиинового кольца.

## Использование
Карбоксин используется исключительно в качестве средства обработки семян (протравителя) как защита от инфицирования Ustilaginomycotina и ржавчинными грибами. Он является ингибитором дыхательного комплекса сукцинатдегидрогеназы и подавляет дыхание на уровне митохондрий.

## Утверждение
В некоторых государствах ЕС разрешён в качестве средства защиты растений, но запрещён к использованию в Германии, Австрии и Швейцарии.

## Примечание
1. 1 2  Eintrag zu Carboxin (нем.). In: Römpp Online. Georg Thieme Verlag, abgerufen am 6. Juli 2014.
2. 1 2 3  Record of Carboxin in the GESTIS Substance Database of the IFA
3. 1 2  Horst Börner: Pflanzenkrankheiten und Pflanzenschutz.
4. ↑  Thomas A. Unger. Pesticide Synthesis Handbook (неопр.). — William Andrew, 1996. — С. 737. — ISBN 0-81551853-6. Архивировано 15 августа 2016 года.
5. ↑  P. Gunasekaran, P. Tauro: Mechanism of action of carboxin and the development of resistance in yeast.
6. ↑  Generaldirektion Gesundheit und Lebensmittelsicherheit der Europäischen Kommission: Eintrag zu Carboxin Архивная копия от 26 марта 2016 на Wayback Machine in der EU-Pestiziddatenbank; Eintrag in den nationalen Pflanzenschutzmittelverzeichnissen der Schweiz Архивная копия от 8 августа 2016 на Wayback Machine, Österreichs Архивная копия от 22 апреля 2016 на Wayback Machine und Deutschlands Архивная копия от 12 июля 2016 на Wayback Machine Архивная копия от 12 июля 2016 на Wayback Machine; abgerufen am 25.